# Кудратов, Алишер
Алишер Кудратов (тадж. Алишер Қудратов; 11 января 1986, Сафеддара, Варзобский район) — таджикский горнолыжник, участник Олимпийских игр 2014 года.

## Биография
Родился в горном селении Сафеддара, в котором располагалась горнолыжная база, где он и начал заниматься спортом.
В спортивной программе на Олимпийских играх в Сочи Алишер выступал в слаломе, однако не смог финишировать.
Нес флаг Таджикистана на церемониях открытия Олимпийских игр в Ванкувере и в Сочи.